# Carmen Núñez de Villavicencio y Olaguer Feliú
Carmen Núñez de Villavicencio y Olaguer Feliú, I marquesa de Domecq d’Usquain, (Jerez de la Frontera (Cádiz), 21 de Octubre  de 1840- ibídem, 12 de julio de 1923) fue una aristócrata que, junto a su marido el bodeguero Pedro Domecq y Loustau, emprendieron una gran labor caritativa estableciendo gran cantidad de instituciones religiosas para la educación de niños pobres, asilos para ancianos desvalidos y centros de promoción para la mujer en Jerez de la Frontera.[cita requerida]
En 1922, el Gobierno Municipal por unanimidad le otorgó el título de “Hija Predilecta de Jerez”' “como tributo de admiración y respeto a tan virtuosa dama por sus constantes obras de caridad…” (Acta consistorial, 1922).
En 1934 y por fama de morir en olor de santidad, salió a la luz un libro titulado “Una dama según el Corazón de Dios”, escrito por una señora anónima y con el Nihil Obstat del Doctor Manuel Gil, censor y el Imprimatur del obispo auxiliar de Madrid Casimiro Morcillo. En éste, se ensalza su labor en calidad de apóstol de los pobres y como propagadora de la devoción al Corazón de Jesús en España.
Sus restos descansan en la capilla del Sagrario de la catedral de San Salvador de Jerez de la Frontera.

## Biografía

### Nacimiento
Carmen Núñez de Villavicencio y Olaguer Feliú, nació en Jerez de la Frontera (Cádiz) el 21 de octubre de 1840 en una casa solariega situada en la plazuela del Clavo en el seno de una familia profundamente cristiana y perteneciente a un antiguo linaje aristocrático que se remontaba a los tiempos de la reconquista de la ciudad.

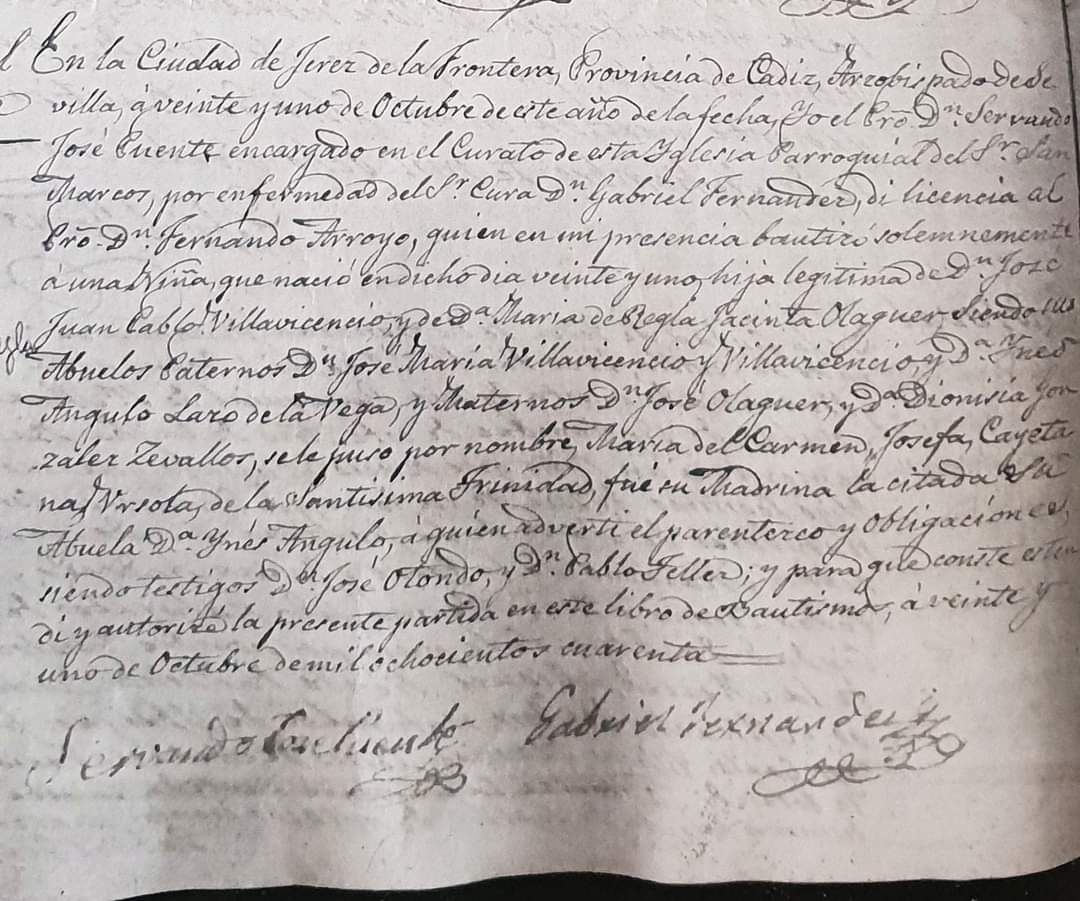
Partida de bautismo de Carmen Núñez de Villavicencio.

Sus padres fueron José Juan Pablo Núñez de Villavicencio y Angulo (1800-1875), caballero de la Orden de Calatrava y señor del Casarejo, hijo de los condes de Cañete del Pinar y María Regla Olaguer Feliú y González de Ceballos (1798- 1864) perteneciente a una importante familia noble catalana, entre cuyos antepasados se encuentran personajes como Antonio Olaguer Feliú, sexto virrey del Río de la Plata y el mariscal de campo Manuel Olaguer Feliú, capitán general de La Coruña.
El matrimonio tendría tres hijos: José, quien heredó el título de conde de Cañete del Pinar, militar, el cual tras quedar paralítico de un ataque de apoplejía y sin descendencia, cedió el título a su hermano Manuel (marino, inventor de un tipo de sextante y autor de varios libros científicos) y Carmen.
Fue bautizada el mismo día de su nacimiento en la parroquia de San Marcos con los nombres de Mª del Carmen, Cayetana, Josefa, Úrsula de la Stma. Trinidad, según consta en su partida de bautismo en el archivo diocesano de “Asidonia-Jerez”.
Poco se sabe de su infancia y juventud. Según el conde del Águila (pariente cercano) “poseía desde muy pequeña, todas las prendas que podían adornar a una mujer de su tiempo: honda fe cristiana, rectitud y honestidad severas. De carácter muy sostenido, vivo ingenio y mucha perspicacia, su rectitud extremada la inclinaba hacia el lado de los escrúpulos. Fue siempre admirable la constancia con que trabajó toda su vida por convertir esta cualidad en virtud”.

### Casamiento
Veinticuatro años tenía Carmen cuando se produjo el fallecimiento inesperado de su madre, acaecido el 22 de septiembre de 1864 mientras se encontraba de temporada en San Fernando (Cádiz).

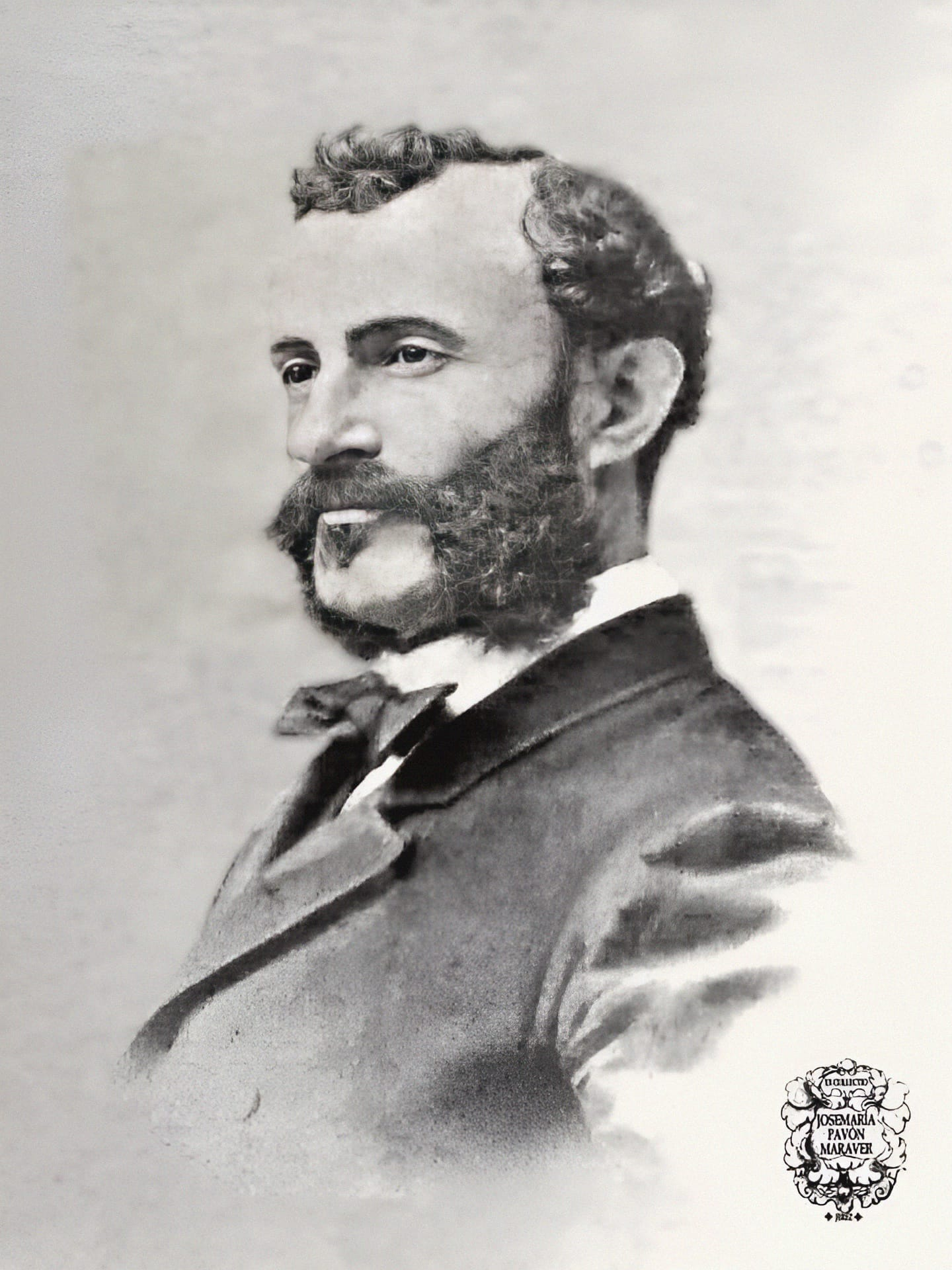
Pedro Domecq Loustau, 1868.

Tomando sus nuevos deberes de ama de casa, el cuidado de su padre y hermanos, buscó consuelo en Dios, y también en Sor Tomasa Ochoa, Hija de la Caridad y famosa religiosa de la época en Jerez, a quien tenía como a una segunda madre.
No estaba considerada una buena casadera ni un buen partido pese a su noble linaje, ya que existía un legado en su familia por el cual sólo podía heredar un varón con el nombre de José. Ello no fue óbice para que el rico propietario de la más importante bodega de Jerez, el empresario francés Pedro Domecq y Loustau, doce años mayor que ella, la pidiera en matrimonio. La boda se celebró el 26 de septiembre de 1868 coincidiendo con el inicio de la revolución denominada “La Gloriosa” y el consiguiente destronamiento de la Reina Isabel II.

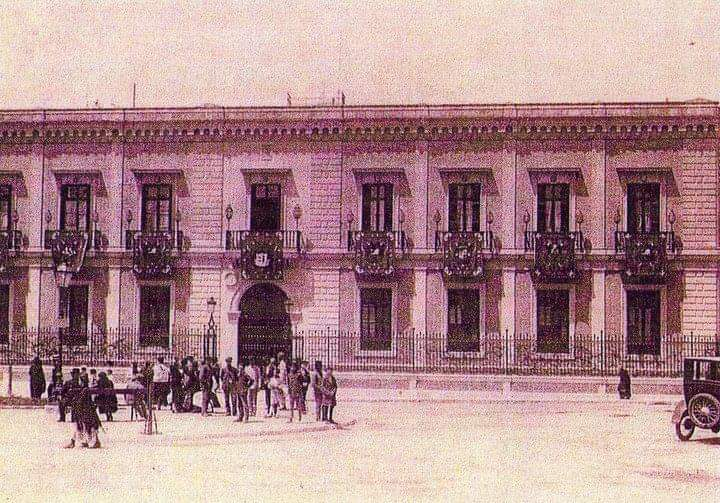
Palacio de Puerto Hermoso, 1925.

En 1873 se termina de edificar en la plaza del Arroyo un magnífico palacio, conocido como de Puerto Hermoso. Se cuenta que cuando Pedro lo vio acabado, se sintió sobrecogido; y temiendo haberse excedido, decidió junto a su esposa levantar otro palacio a Cristo en sus pobres, a aquellos que consideraban sus hermanos más desfavorecidos. Así se levanta a expensas del matrimonio el asilo de las Hermanitas de los Pobres en el barrio del Mundo Nuevo para acoger a ancianos desvalidos y sin recursos.

### Hija, esposa y madre ejemplar

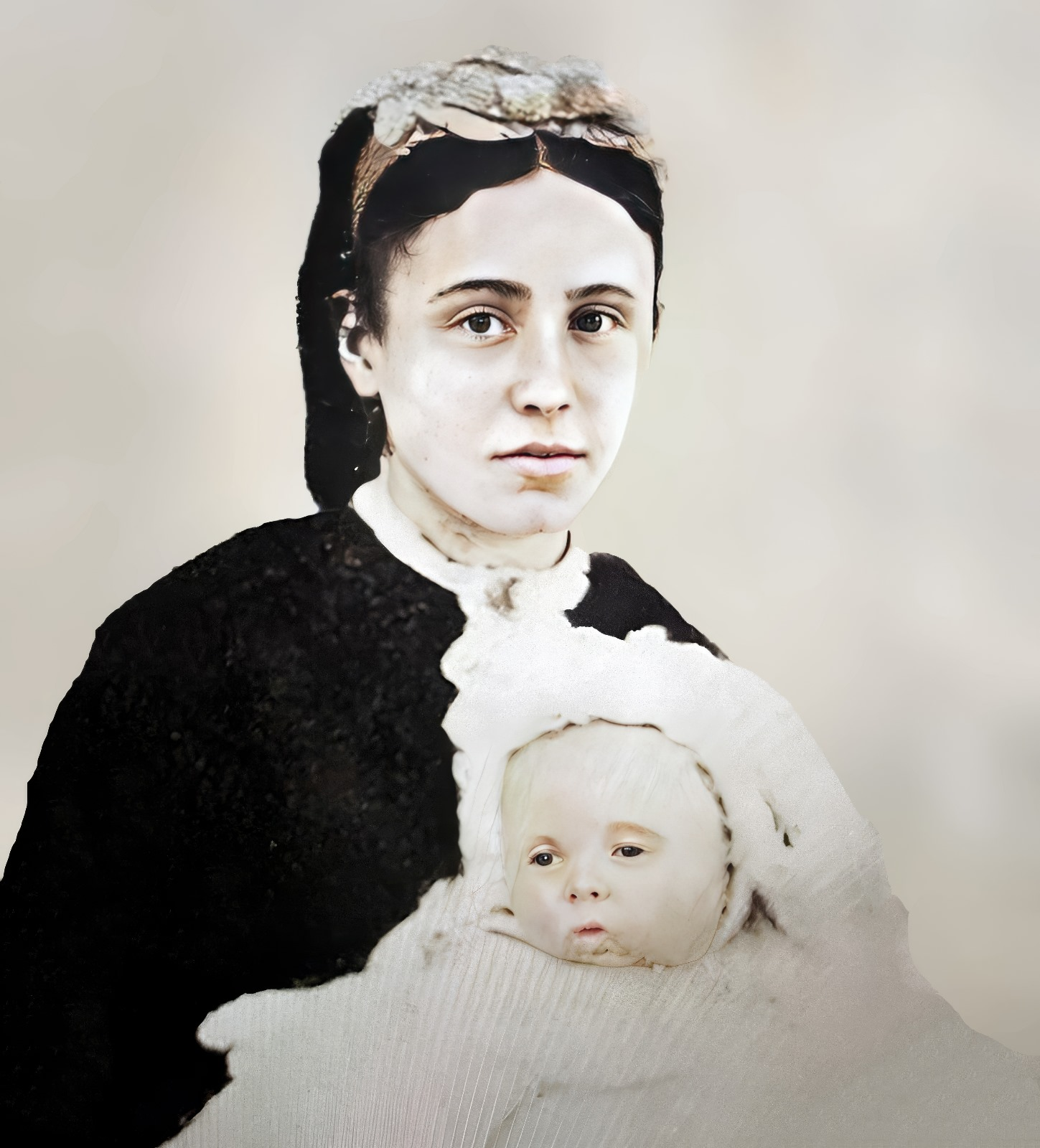
Carmen Núñez de Villavicencio con uno de sus hijos,1875.

Casa que Dios bendecía era la de Pedro y Carmen; el Cielo la había llenado no sólo con los bienes de la fortuna, sino con otros dones de incomparable valor: una fe sobrenatural inquebrantable, una esperanza sin límites y una caridad perfecta. Por eso en aquella casa había lugar para todos: para los amos, criados, allegados, amigos e incluso enemigos y  para los que fueron siempre los favoritos de Dios y de sus santos: los pobres. En efecto; algo simpático, algo santo hubiera faltado a este hogar, si en él no rigiera la ley santa de la hospitalidad, virtud natural que cultivaron los pueblos, y que Cristo al encarnarse divinizó, poniéndola en el número de las obras de misericordia. Cuando don Pedro pidió a don José Núñez de Villavicencio la mano de Carmen, ésta, antes de aceptar sus proposiciones de casamiento, le puso como condición la de llevarse al nuevo hogar, del que había de ser ella la señora, a su anciano padre y a sus dos hermanos, los cuales entonces todavía eran solteros. Pareció a don Pedro justísima la condición que aceptó con verdadero júbilo; y unidos ya con el vínculo matrimonial, los nuevos esposos instalaron en su casa con cariño y solicitud al padre de Carmen y a los dos hijos de éste, Manuel y José, los cuales vivieron allí hasta que formaron su propio hogar. Al enviudar don Manuel de su primer matrimonio, y mientras no contrajo el segundo, volvió de nuevo a vivir en casa de sus hermanos, donde fue recibido con gran afecto. Cuando se casó don José, sus hermanos le buscaron casa lindante con la suya. El pobre enfermo había perdido al único hijo que le concedió el Señor como único e inesperado fruto de su matrimonio. Concentró entonces todos sus cariños en los de su hermana, en cuya casa pasaba la vida.
El matrimonio tuvo una numerosa descendencia: diez hijos, Mª Jesús, Luís, Mª de los Ángeles, Pedro, (I marqués de Casa Domecq); José; Carmen (condesa de Puerto Hermoso); Mª Josefa (religiosa del Instituto de María Reparadora); Manuel (vizconde de Almocadén) y Juan Pedro.
Pedro y Carmen se convierten en los patriarcas de los primeros Domecq españoles. De los hijos que llegaron a la edad adulta y tuvieron descendencia, surgirían las cinco ramas principales de la familia: Domecq-Rivero, Domecq de la Riva, Soto-Domecq, Domecq-González y Domecq-Díez.

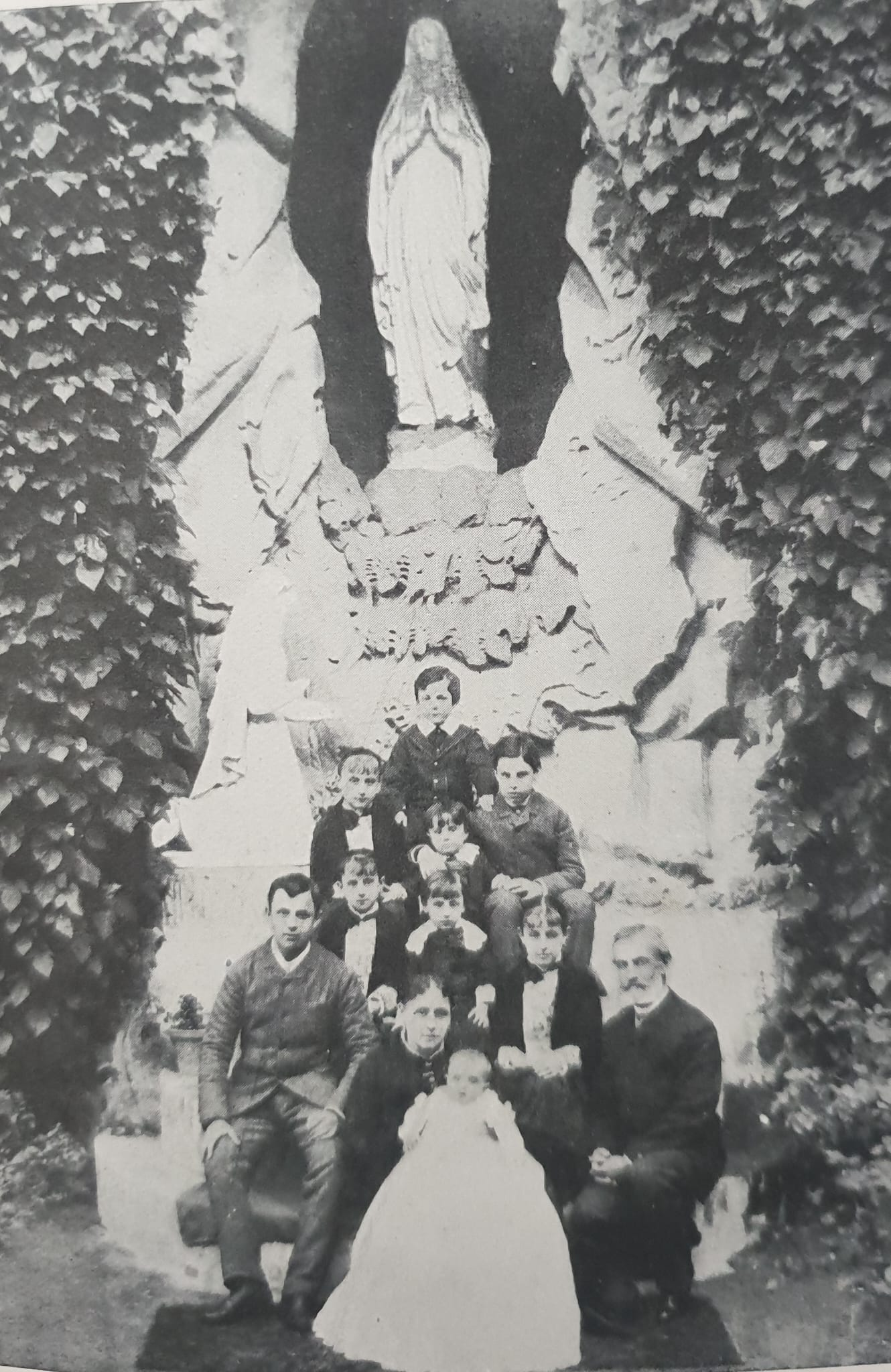
Pedro Domecq y Carmen Núñez de Villavicencio junto a todos sus hijos ante la gruta de Lourdes del jardín de su casa, palacio de Puerto Hermoso.

Corría el año de 1887 y ya habían comenzado los calores del estío, sofocantes, como suelen serlo durante esos meses Jerez. Solía la familia Domecq veranear en el extranjero y visitar a su familia del Bearn. Pero como Pedro, con su generosidad, hubiera por esta época donado ya su casa de Sauveterre a las Hijas de la Cruz, para que estas fervorosas religiosas hicieran en ella la fundación de un colegio para la educación de la niñez: de aquí, que se abstuviera la familia del viaje veraniego, hasta que ampliara su casa en Saint GIadie su hermana mayor, Catherine Domecq de Montesquiut y hubiera lugar para la familia.
El verano en que nos hallamos en nuestra historia, quedó la familia en Jerez. Asoló durante él a la ciudad una maligna epidemia de difteria, enfermedad entonces terrible; por ser casi inevitable su contagio y carecer de humano remedio. Se cebaba principalmente en los pequeños.
Los hijos de Pedro y Carmen durante la epidemia vivían aislados en su propia casa, de la que sólo salían para ir a jugar al jardín de la bodega en la Puerta Rota; y, sin embargo, no escaparon a la enfermedad. Fue su primera víctima una niña de cuatro años llamada Mª de los Ángeles. Cayó desde el primer momento mortal. A su lado permaneció la madre noche y día hasta que la muerte dejó a la niña yerta y fría; y entonces, aquel hogar hacía poco tan dichoso, se convirtió en la mansión del luto y del desconsuelo. Lloraba Carmen junto a aquel inerte cuerpecillo. Pedro, subyugado por el dolor, apenas acertaba a separarse de aquel sitio. Sin embargo, poco duró en ellos esta natural flaqueza, Pedro, como hombre al fin, rompió el primero aquel lúgubre silencio; miró a su mujer enternecido, y le dijo con entereza: "Carmen, Dios nos la dio, Dios nos la quitó; sea su santo nombre bendito." Y se separaron ambos de aquella niña. Poco después enfermó otro de los hijos, Luís, falleciendo rápidamente. En quince días salían de aquella casa dos almas y él y ella bajaron la cabeza sumisos, acatando y aun besando la mano de ese Dios que tan cruelmente, al parecer, los hería.
A los cinco meses de muerto el niño Luis, cuando la enfermedad parecía haber huido de aquella casa y gozaban todos en ella de cabal salud, reapareció de pronto con nuevo furor, llevándose a otra de las hijas, Mª Jesús.
La tercera víctima renovó y avivó el recuerdo de las anteriores, se redobló el dolor y corrieron más abundantes las lágrimas. Pedro, al ver aquel general desconsuelo, reuniendo a la madre y a los hijos, se revistió de su autoridad de padre y jefe de familia: "Ea —dijo— aquí no se llora más; somos cristianos; Dios es quien nos dio a esa hija, y Él es quien ahora nos la quita; bendigamos su santo Nombre" y llevándoselos al oratorio, allí juntos rezaron el himno de acción de gracias: el Te Deum. "Pues Dios —decía don Pedro— se ha dignado acordarse de nosotros enviándonos esta nueva prueba."
Desde entonces Carmen vistió siempre de negro. Cerró para siempre los estuches de sus joyas; éstas nunca más volvieron a lucir sobre sus trajes, donando muchas de ellas para vasos sagrados. Aquella resolución no procedía tan sólo del dolor de su corazón: Carmen aprovechaba la muerte de sus hijos para vestirse en adelante de negro porque deseaba ir aún más modestamente vestida que hasta entonces y porque así cercenaba algo de sus gastos personales y le quedaba más con qué atender a sus ya innumerables obras de misericordia. En secreto, hizo un voto de pobreza y se consagró a la Santísima Virgen como hermana terciaria carmelita con cuyo hábito, muchos años después, sería amortajada. En la habitación de Carmen había una mesa con dos cajones, donde en uno de ellos se depositaba el dinero para los gastos diarios de la casa; la cantidad solía ser importante por ser una casa donde vivían muchos miembros entre familiares y personal de servicio, luego, al final de la tarde, Carmen hacía la cuenta de lo que se había gastado en el día y la misma cantidad la colocaba en el cajón de al lado, cuyo importe al día siguiente iba destinado a obras de misericordia.

### Obra religiosa y social

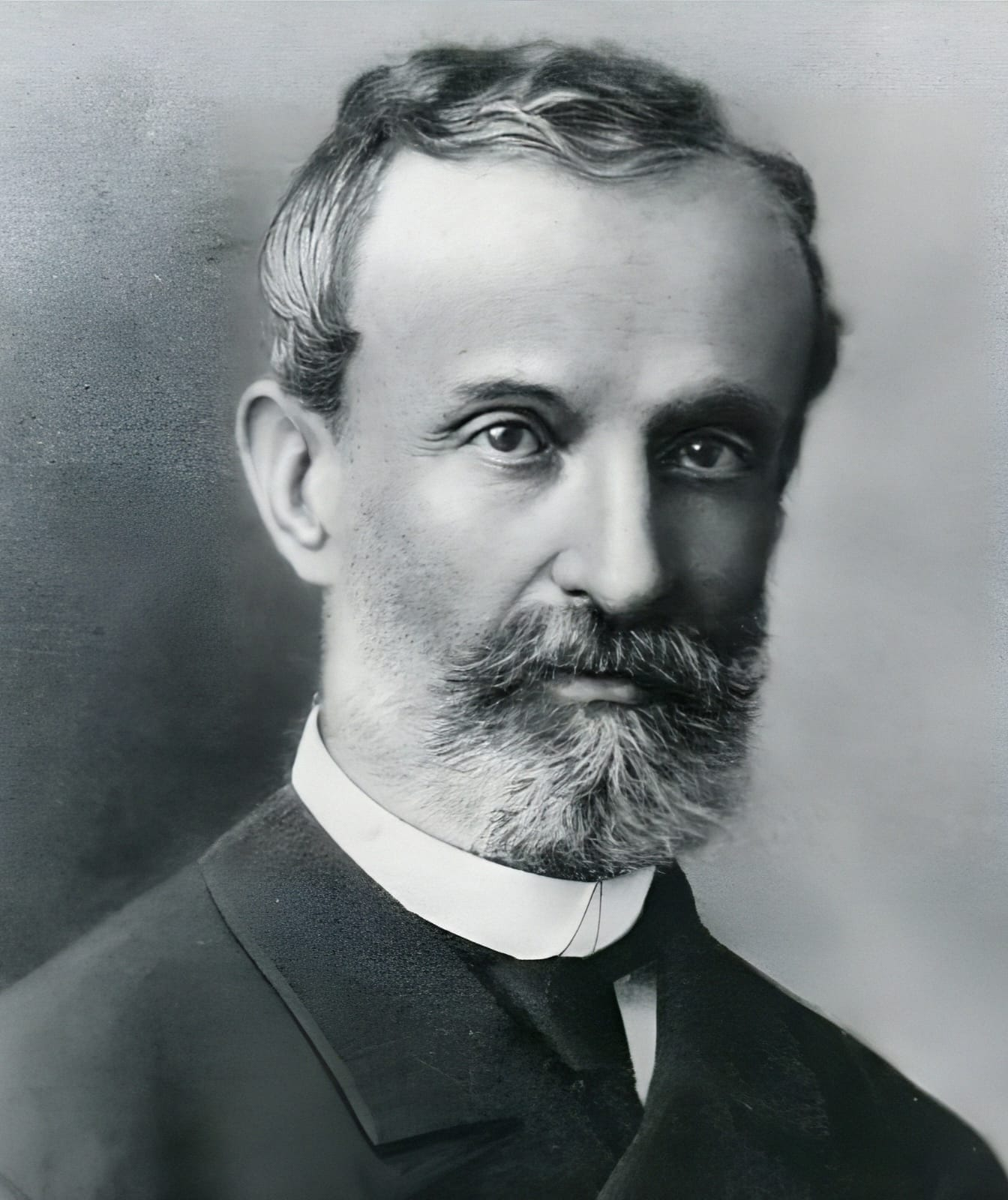
Pedro Domecq Loustau, 1891.

A la primera obra emprendida por Pedro y Carmen, el asilo de la “Hermanitas de los Pobres”, siguieron muchas más por parte de Carmen, las cuales se acrecentaron de forma grandilocuente al quedar viuda en 1894 y poseedora de una gran fortuna de la que decía ella: “no me considero la propietaria, sino una mera administradora de Dios para obrar el bien”.
Una de las virtudes más características de Carmen fue su discreción. Siempre quiso pasar desapercibida, siguiendo el ejemplo de las Sagradas Escrituras, “No dejes que tu mano izquierda sepa lo que hace tu derecha” (Mateo 6,3-4), pero algunas de sus obras, por su carácter social, fueron difíciles de ocultar.
Imposible sería enumerar a nivel particular las personas de todas clases a quienes proporcionó la “señora madre”, como la llamaban los jerezanos, socorro en sus apuros y necesidades. Carmen decía: “La riqueza en sí no es mala, sino el desorden que puede provocar en la vida de una persona, yo, por pura gracia de Dios, mientras más doy, parece que Nuestro Señor se complace en darme más y más”.

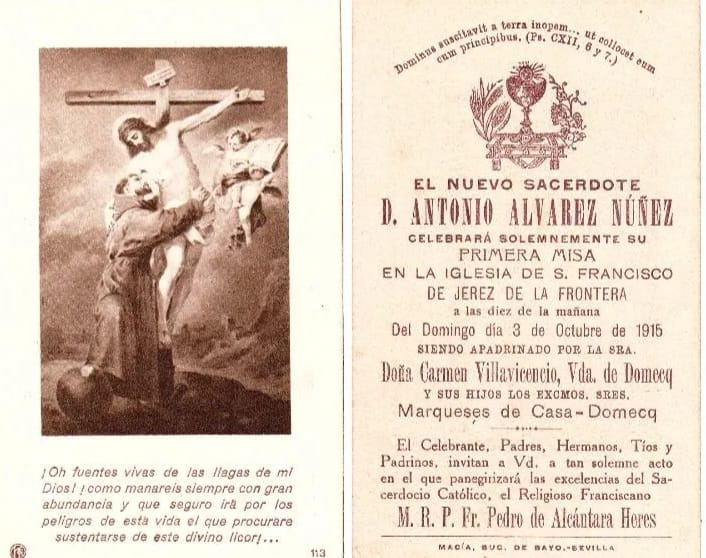
Estampa recuerdo de la primera Misa del entonces misacantano D. Antonio Álvarez Núñez, apadrinado por Dña. Carmen Núñez de Villavicencio.

Becó y costeó los estudios de muchos seminaristas y religiosos siendo amadrinados por ella misma el día de su ordenación o profesión, al igual que proporcionó también muchas dotes de chicas que tenían inquietud religiosa. Algunas de ellas fueron miembros del servicio doméstico de su palacio y existen ciertos testimonios en el libro de su vida, de los desvelos de su señora por favorecerlas en todo lo necesario para que llegara a buen puerto su vocación.
Su celo, no se limitaba a dar limosna o a trabajar en obras benéficas y sociales, sino también a buscar al mismo pobre en su mísera vivienda, en el hospital o en el asilo. En su inmensa ayuda a los necesitados, cuentan las crónicas, que en épocas de paro estacional repartía cientos de raciones de comida entre los pobres, llegando en una ocasión hasta dos mil raciones en un solo día. De esta manera, con el ejemplo de su vida, edificaba a los demás y consiguió que muchas damas jerezanas siguieran su ejemplo de vida. Y es que siempre socorría las desgracias y buscaba la felicidad de quienes la rodeaban.
Una de las obras más importantes que ha llegado a nuestros días fue la llegada a Jerez de los “Hermanos de las Escuelas Cristianas de San Juan Bautista de la Salle”, bajo los auspicios de Pedro y Carmen. El primero de los centros en Jerez se fundó en 1882 para los hijos de los trabajadores de la bodega en la C/ Basurto, ocupando desde 1918 con el nombre de Escuela de San José, el antiguo edificio de los “Diezmos” de la C/ Porvera, que legara al arzobispado de Sevilla otra insigne y olvidada bienhechora de Jerez, Carolina de Páramo y del Corro, marquesa de Santa Elena. En 1889, movida Carmen por su celo de la religión católica, ante la fundación de una escuela protestante en el barrio del “Mundo Nuevo”, funda la “Escuela del Sagrado Corazón de Jesús”. Finalmente, y por iniciativa de otro filántropo jerezano, Salvador Díez y Pérez de Muñoz, se abre otro centro docente, “El Buen Pastor” en la calle Antona de Dios. En todos estos centros, sostenidos fundamentalmente por la familia Domecq durante varias generaciones, la enseñanza era gratuita.

La fundación de dos centros para mujeres jóvenes “descarriadas y preservadas” (se decía entonces) de las Oblatas del Divino Redentor y de las Salesianas de la calle Cabezas.

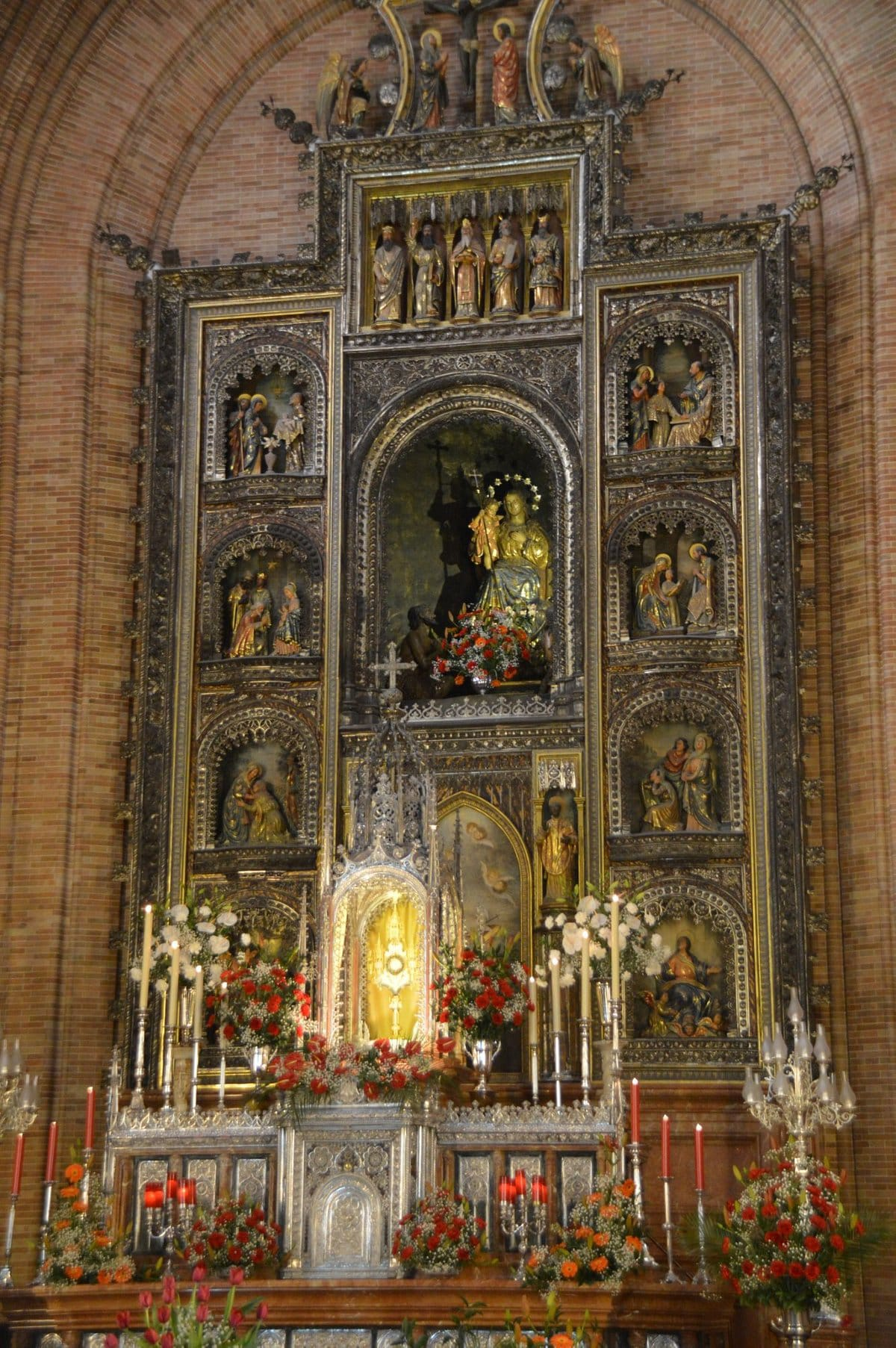
Altar Mayor de la iglesia de las Reparadoras de Jerez de la Frontera, costeada por Mª Josefa Domecq y Núñez de Villavicencio, religiosa reparadora.

El colegio de las Carmelitas de Santa Joaquina de Vedruna en la Plaza de San Marcos dedicado a la educación de niñas.
El instituto de María Reparadora de la plaza de los Ángeles. A poco abierto este convento, se creó una casa de ejercicios para obreras, gestionado por estas religiosas. El mayor deseo de Carmen era que todos conociesen a Dios para que lo amasen.
(En este convento ingresó una de las hijas de la protagonista, María Josefa, la cual con el importe de su herencia mandó levantar el hermoso templo de María Reparadora en la calle Chancillería, obra del famoso arquitecto Aníbal González y con objeto de que se adorase perpetuamente al Santísimo Sacramento en Jerez).
Contribuyó al sostenimiento del culto en la entonces Colegial del Divino Salvador y el de la parroquia de San Marcos, costeando su gran órgano como reza en una inscripción en el castillo central del instrumento “A.M.D.G. Donación de la Excma. Sra. Dª Mª del Carmen Villavicencio Marquesa de Domecq d’Usquain año 1923”.
Sentía particular atractivo en favorecer a las comunidades religiosas y se dolía de la cruel pobreza que padecían los conventos de clausura en España. No hubo convento o casa religiosa en Jerez, que no recibiera algún beneficio de sus manos: Dominicas, Mínimas, Carmelitas, Clarisas.
“Sólo Dios pudo contar - dijo una amiga de Dª Carmen - los vasos sagrados, copones, cálices, custodias y otros objetos del culto divino, que llegó a regalar a parroquias y conventos pobres de toda España”.

### La Glorificadora del Corazón de Jesús y de la Virgen del Carmen

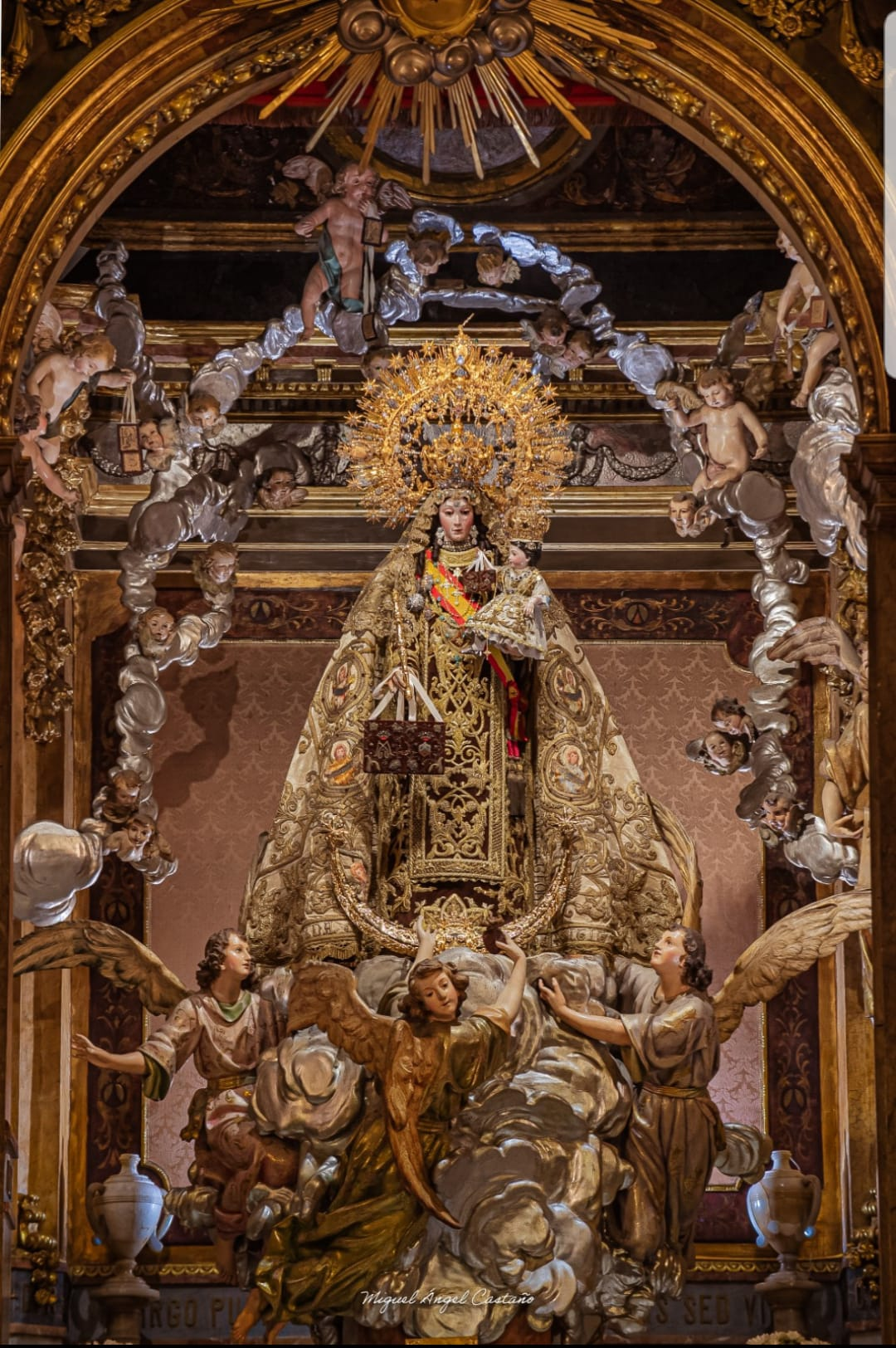
Camarín de Ntra. Sra. del Carmen Coronada de Jerez, costeado a expensas de su Camarera Mayor, Dña. Carmen Núñez de Villavicencio.

Sus grandes devociones fueron el Corazón de Jesús y la santísima Virgen en su advocación del Carmen.
En 1890, embelleció la capilla del sagrario de la entonces Colegial con el altar y manifestador realizado en mármol de Carrara y diaspro de Sicilia esculpido en la ciudad francesa de Toulouse de estilo neogótico y las tres imágenes que presidían originariamente; el Corazón de Jesús, el Inmaculado Corazón de María y San José, traídas en uno de sus viajes desde París.
El bello Camarín de la Virgen del Carmen, joya preciosa y el hoy desaparecido del Corazón de Jesús en la antigua Iglesia de San Ignacio de los Jesuitas (hoy Sala Compañía), fueron costeados a sus expensas.

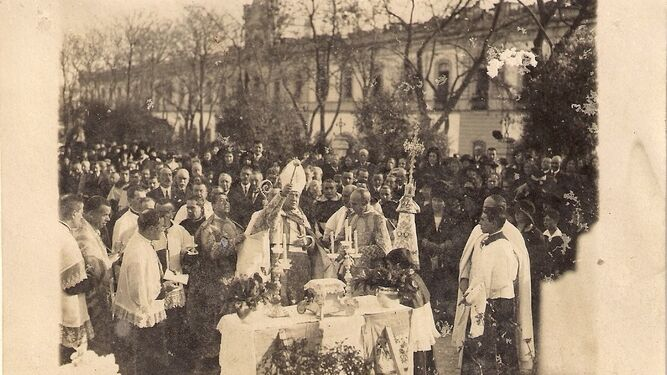
Bendición del monumento al Sagrado Corazón de Jesús de Jerez de la Frontera por Mons. Eustaquio Ilundain, Arzobispo de Sevilla, 1922.

Por suscripción popular y bajo sus auspicios y generosa protección, se levantó el monumento de 15 m de altura al Sagrado Corazón de Jesús en los jardines de la Real Capilla del Calvario, bendecido éste y consagrada la ciudad de Jerez el 19 de febrero de 1922 por el Arzobispo de Sevilla Mons. Ilundain como eco de la consagración de España al Corazón de Jesús realizada por Alfonso XIII en el Cerro de los Ángeles en el año 1919.
(El 19 de febrero del año 2022 el obispo de Asidonia-Jerez, Rico Pavés, renovó en su centenario la consagración al Corazón de Jesús de la ciudad de Jerez extendiéndola a toda la diócesis, proclamándose un Año Jubilar por la Santa Sede y clausurándose al año siguiente con un Pontifical presidido por el Nuncio de Su Santidad en España, Bernardito Auza y al que asistieron gran cantidad de fieles).

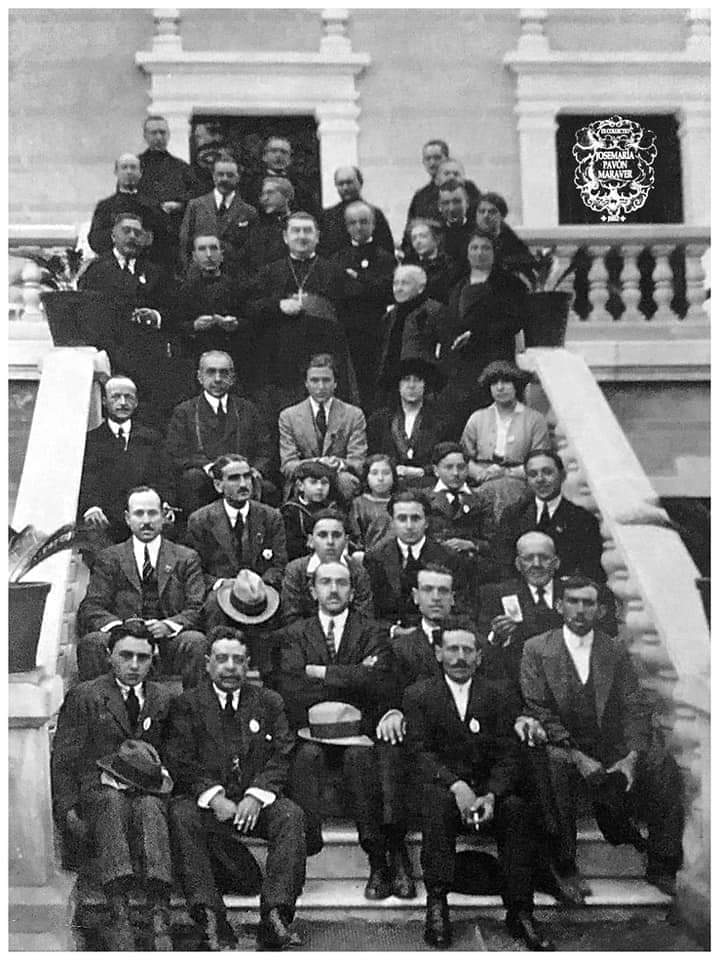
Santa Misión y entronización del Sagrado Corazón de Jesús en Pizarra (Málaga), En la fotografía aparecen en la misma fila San Manuel González, el Beato Tiburcio Arnaiz y Doña Carmen Núñez de Villavicencio.

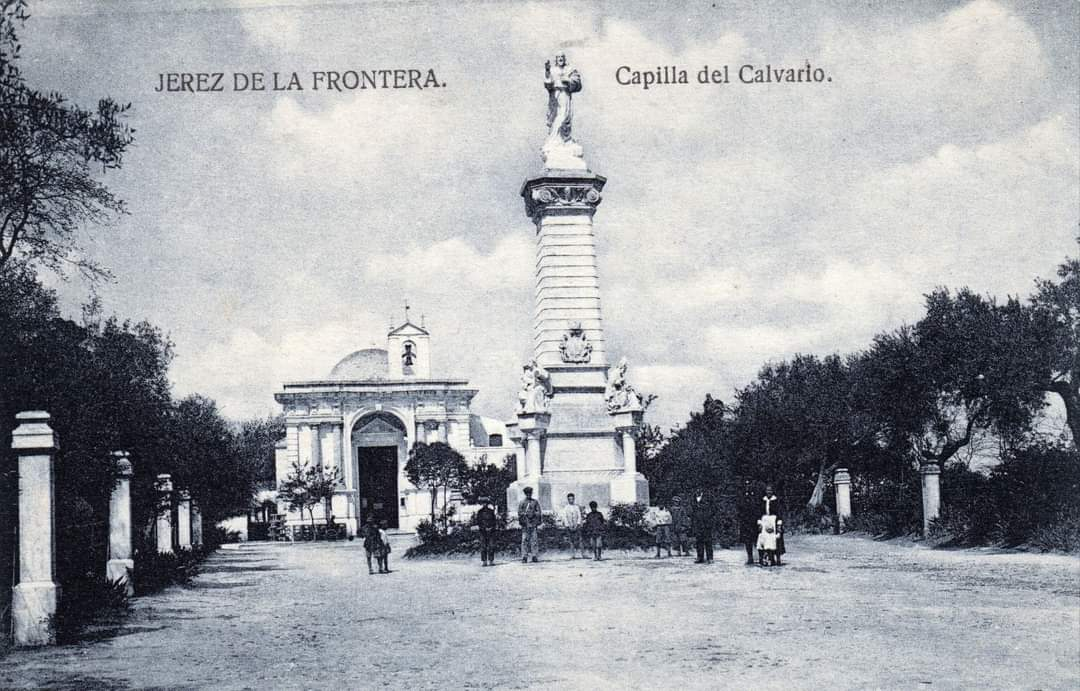
Monumento al Sagrado Corazón de Jesús en los jardines de la Real Capilla del Calvario de Jerez de la Frontera.

Fue llevando la devoción al Corazón de Jesús a muchos hogares y pueblos de toda España, todo aquel que le pidiera una imagen del Corazón Divino, al momento era encargada al escultor barcelonés Miguel Castellanas Escolà y enviada a su destino. En una ocasión le dijo una religiosa Reparadora: “Señora, usted debía, cuando manda una de estas imágenes, pedirle al Corazón Divino que se atraiga y conquiste en él los corazones de todos los que allí moran”, a lo que con sencillez le contestó: “Eso ya lo hace Él sin que yo se lo pida”. También costeó la vía sacra de San José de la montaña en Barcelona, (tristemente destruida durante la Guerra Civil española), le gustaba pensar en las personas que meditarían en aquella Vía Sacra para consuelo de sus almas.
Fecha memorable para Pizarra (Málaga) fue el 21 de enero de 1921. En el punto más alto de la Sierra de Gibralmora, Dª Carmen, en colaboración con sus hijos los condes de Puerto Hermoso, Fernando de Soto y Carmen Domecq, mandaron levantar un monumento para entronizar solemnemente al Corazón de Jesús precedida de una santa misión en aquellas tierras dando muchos frutos espirituales y de conversión. El encargado de la misión fue el Padre jesuita Tiburcio Arnaiz, hoy Beato y la solemne ceremonia fue presidida por el obispo de Málaga, hoy San Manuel González.
(El monumento mencionado, el suntuoso Palacio de Puerto Hermoso de Pizarra y el valioso archivo de las casas de Puerto Hermoso, Arienzo y Santaella que se retrotraía al medievo, fueron pasto de las llamas en 1936)

### Honores y cruces: Los últimos años
La labor realizada por Carmen a lo largo de su dilatada vida le valió en su madurez numerosos reconocimientos. El 25 de mayo de 1916, el Ayuntamiento de Jerez en pleno aprueba rotular con su nombre la plaza de Plateros. En 1920 el rey Alfonso XIII le concedió el título de marquesa de Domecq d´Usquain. En 1921 fue nombrada camarera mayor de Ntra. Sra. del Carmen, imagen de gran devoción en Jerez, y que sería coronada canónicamente el 23 de abril de 1925 por el nuncio de Su Santidad Federico Tedeschini. Acogió la idea de la coronación de la Santísima Virgen con gran entusiasmo y fue una de sus grandes benefactoras. En 1922, el gobierno municipal por unanimidad le otorgó el título de “Hija Predilecta de Jerez”, “como tributo de admiración y respeto a tan virtuosa dama por sus constantes obras de caridad…” A nivel nacional la distinguieron con el título de “socia de honor y protectora de la prensa católica española”.
Todos estos reconocimientos no vinieron a paliar en forma alguna las amarguras que tuvo que sufrir. Los años 1921 y 1922, siendo ya octogenaria, fueron los más aciagos de su vida. Una vez más la desgracia vino a abatirse sobre ella y su familia con el fallecimiento de dos de sus hijos, Pedro, I Marqués de Casa Domecq y José; dos de sus nietos, Javier de 12 años y Magdalena de 9 y la mujer de su hijo Juan Pedro, María Díez. A pesar de estos reveses de la vida, doña Carmen demostró junto con su pena una paz admirable emanada de su profunda fe cristiana.

### Fallecimiento

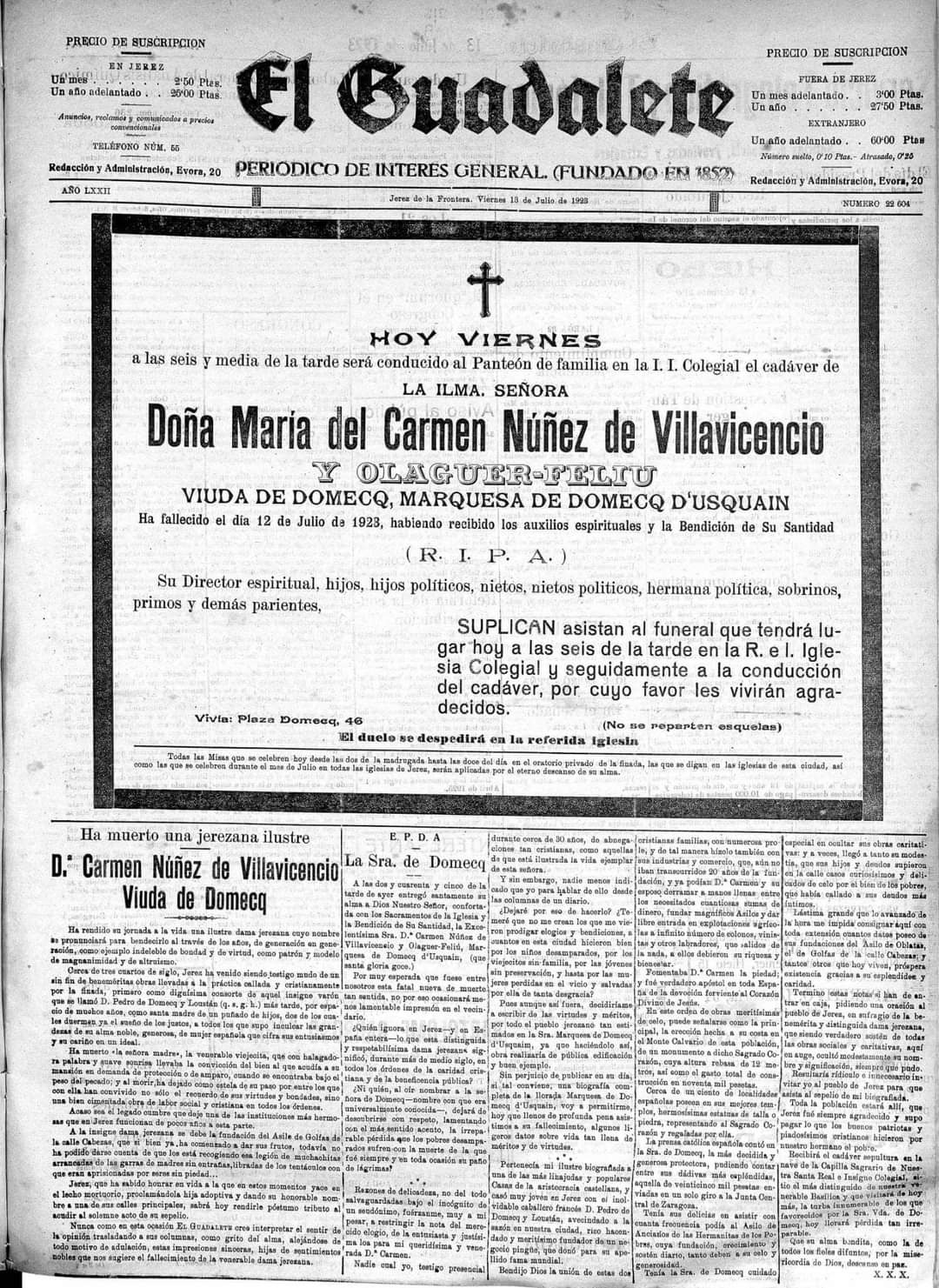
Esquela de Dña. Carmen Núñez de Villavicencio en el periódico "El Guadalete", 1923.

En diciembre de 1922, cuando se encontraba pasando una temporada junto a su hija religiosa en el convento de las Reparadoras de Sevilla, sufrió un ataque de hemiplejía. Muy dolorosos debieron ser los siete meses que duró esta enfermedad, al verse impotente y en una inacción completaa.
El 5 de julio del año siguiente, le repitió el ataque de hemiplejía, falleciendo a los ochenta y tres años, después de recibir solemnemente los Santos Sacramentos, el 12 de julio en los días que se celebra la solemne novena que precede a la fiesta de Ntra. Sra. del Carmen del año 1923. Como hermana terciaria y gran devota de la Virgen del Carmen, fue amortajada con el hábito carmelita.
El capellán del palacio el jesuita P. Torrero dijo que había tenido una muerte “santísima” y añadió: “Ha demostrado en un hecho extraordinario que moría con la serenidad con la que había vivido; porque era un alma, que en todas las circunstancias, en todas las decisiones obraba siempre serena y en nombre de Dios”.

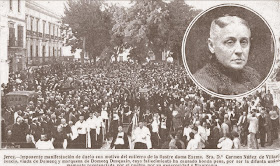
Imponente manifestación de duelo ante el fallecimiento de Carmen Núñez de Villavicencio.

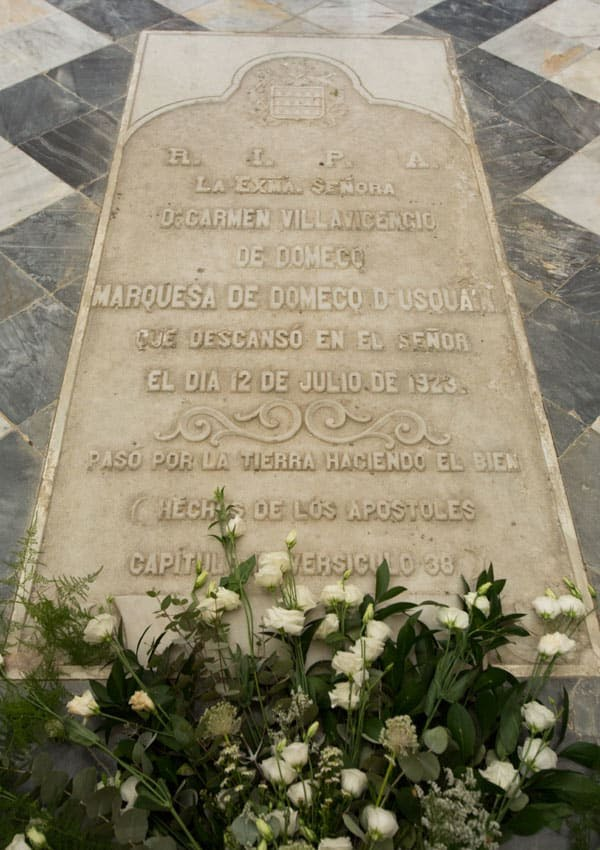
Lauda sepulcral de Carmen Núñez de Villavicencio en la capilla del Sagrario de la Catedral de San Salvador de Jerez de la Frontera.

El entierro de Carmen Núñez de Villavicencio en la Santa, Real e Insigne Iglesia Colegial del Divino Salvador, fue una imponente manifestación de duelo por parte del pueblo de Jerez, tal y como se puede ver en las crónicas y fotografías de la época. Miles y miles de personas se agolpaban en la plaza del Arroyo y sus aledaños al paso del féretro desde su palacio a la Colegial, para dar el último adiós a tan querida e ilustre dama. Impresionantes fueron las crónicas del sepelio en todos los medios locales, provinciales y hasta nacionales en el sentido de admiración y respeto hacia aquella mujer que entregó parte de su vida en calidad de apóstol de los pobres. “Pasó por la vida haciendo el bien” (Hechos 10,38).
Todas las autoridades municipales bajo mazas precedieron el duelo, representaciones militares, autoridades eclesiásticas, representantes de todas las órdenes religiosas de la ciudad… mientras las campanas de la torre de la Colegial tañían de igual manera que lo hacían ante el fallecimiento de pontífices o príncipes de la Iglesia.
Su cuerpo fue inhumado cerca de los de sus seres queridos el 14 de julio de 1923, entre las lámparas ardientes que estaban allí en su nombre como tributo de su amor, de su vela constante en espíritu ante Jesús sacramentado y a los pies del que había sido el “Amor de sus amores” en la capilla del Sagrario de la Colegial, capilla a la que tanto amó, cuyo precioso altar costeó en su día y el que personalmente solía adornar en las grandes festividades con bellas flores. 

### Después de su muerte

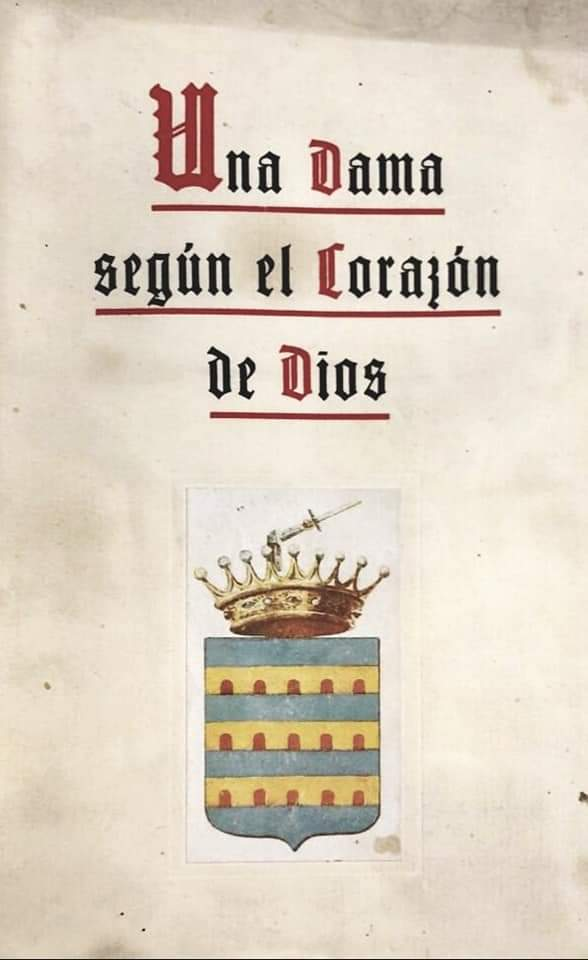
Opúsculo sobre la vida de Doña Carmen Núñez de Villavicencio de la pluma de una escritora anónima.

La figura de Dª Carmen quedó durante un tiempo muy presente en la memoria de los jerezanos. Muchas personas la tenían por santa y empezaron a encomendarse acudiendo a su sepultura y en ocasiones se le atribuyeron gracias excepcionales a su intercesión. En muchas ocasiones una de sus sirvientas alabó a su señora en vida exclamando: “No me extrañaría que algún día obrase milagros”. Tanto fue así, que una señora anónima, escribió un libro sobre su vida titulado “Una dama según el Corazón de Dios”.

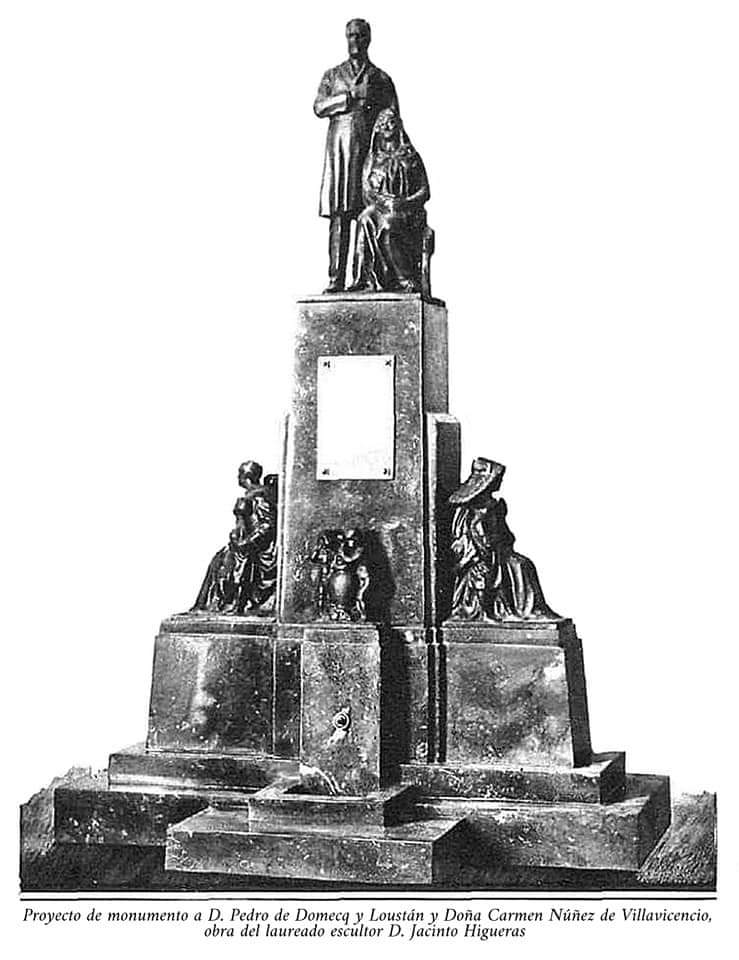
Proyecto de monumento a D. Pedro Domecq y Dña. Carmen Núñez de Villavicencio.

En el año 1930, se cumplió el II Centenario de las bodegas de “Pedro Domecq”. De entre los muchos actos que se organizaron ante tal efeméride, Jerez quiso rendirle un justo homenaje a Carmen y a su esposo Pedro levantándoles un monumento. El proyecto, que no llegó a materializarse según el conde de Puerto Hermoso “por altas razones de delicadeza” o posiblemente por la situación política del momento, fue diseñado por Jacinto Higueras, discípulo predilecto del famoso escultor Mariano Benlliure.
Poco a poco, y cubierto por la inmensa patina del tiempo, la figura de doña Carmen Núñez de Villavicencio se fue desvaneciendo. En el sagrario de nuestra Catedral y bajo los bancos de dicha capilla, debajo de una fría losa de mármol grabada con su nombre descansan los restos de una mujer para la historia y el bronce. Una lápida que pasa desapercibida para todo visitante, tal como ella quiso pasar por la tierra. Quizá desde su Eterna Morada pueda pensar: “Bendita paz, bendito olvido…”